# Nabam Tuki
 (avril 2016).
Nabam Tuki est un homme politique indien, ministre en chef de Arunachal Pradesh de 2011 à 2016 et en 2016.